# دفتر کل
دفتر کل عبارتست از دفتری که حساب‌ها پس از طبقه‌بندی، به‌طور جداگانه در آن نگهداری می‌شوند. این حساب‌ها ممکن است به صورت صفحات یک دفتر یا به صورت کارت‌ها و اوراق آزاد باشند. البته طبق قانون تجارت ایران، استفاده از کارت به عنوان دفتر کل، مجاز نیست.
متداول‌ترین فرم حساب‌های دفتر کل، در حقیقت همان فرم تی است که هریک از طرفین آن به چند ستون تقسیم شده است و از چند قسمت اصلی به شرح زیر تقسیم می‌شود:
عنوان حساب: در بالای صفحات یا کارتهای مربوط به هر حساب، نام و شماره حساب مذکور نوشته می‌شود.
ستون تاریخ: در این ستون تاریخ ثبت شده در دفتر روزنامه که همان تاریخ وقوع معاملات است، نوشته می‌شود و نه تاریخ نقل اعداد از دفتر روزنامه به دفتر کل. این ستون نیز مانند ستون تاریخ دفتر روزنامه، به دو ستون جداگانه برای تاریخ روز و تاریخ ماه تقسیم می‌شود. تاریخ سال در زیر کلمه تاریخ و تاریخ ماه را باید فقط در نخستین سطر هر صفحه یا آغاز ماه جدید و تاریخ روز را برای کلیه اقلام تکرار کرد.
ستون شرح: معمولاً در این قسمت شرح مختصری از معاملات نوشته می‌شود. البته بعضی از حساب‌داران فقط به نوشتن عبارت «به شرح دفتر روزنامه» اکتفا می‌کنند.
ستون عطف: در این ستون شماره صفحه دفتر روزنامه در مقابل هریک از اقلام نقل شده ثبت می‌گردد.
ستون مبلغ: در این فرم، دو ستون مبلغ یکی برای مبالغ بدهکار در سمت راست و دیگری برای مبالغ بستانکار در سمت چپ وجود دارد.
باید توجه داشت که نقل اعداد از دفتر روزنامه به حساب‌های مربوط در دفتر کل به منظور طبقه‌بندی فعالیت‌های مالی می‌باشد
دفتر کل بخشی از سیستم حسابداری است؛ که جهت تهیه صورتهای مالی و ترازنامه به وجود آمده است. دفتر کل جهت ثبت عملیات (که از دیدگاه علم حسابداری دارای بار مالی است) با فواصل بیشتری نسبت به فاصله ثبت رویدادها در دفتر روزنامه ایجاد شده و به عنوان نمونه: حساب موجودی نقد (وجوه نقد) در یک سرفصل و از صفحه ۱ تا صفحه … نوشته شده است و ترتیب نگارش حساب‌ها در دفتر نیز به همان ترتیبی است که حساب‌ها در ترازنامه قرار می‌گیرند.
دارای ۸ ستون :شماره ثبت در دفتر روزنامه، تاریخ، شرح، عطف، بدهکار، بستانکار، تشخیص و مانده است.
ماده ۵ آئین‌نامه تحریر دفاتر موضوع ماده ۹۵ قانون مالیات‌های مستقیم:
دفتر کل دفتری است که عملیات ثبت شده در دفتر یا دفاتر روزنامه برحسب سرفصل یا کدگذاری حساب‌ها در صفحات مخصوص آن ثبت می‌شود به ترتیبی که تنظیم حساب سود و زیان و ترازنامه از آن امکان‌پذیر باشد.
ماده ۸ قانون تجارت:دفتر کل دفتری است که تاجر باید کلیه معاملات را لااقل هفته یک مرتبه از
دفتر روزنامه استخراج و انواع مختلفه آن را تشخیص و جدا کرده هر نوعی را در صفحه
مخصوصی در آن دفتر به‌طور خلاصه ثبت کند.